# Apistosia subnigra
Apistosia subnigra är en fjärilsart som beskrevs av John Henry Leech 1899. Apistosia subnigra ingår i släktet Apistosia och familjen björnspinnare. Inga underarter finns listade i Catalogue of Life.